# Inno a Demetra

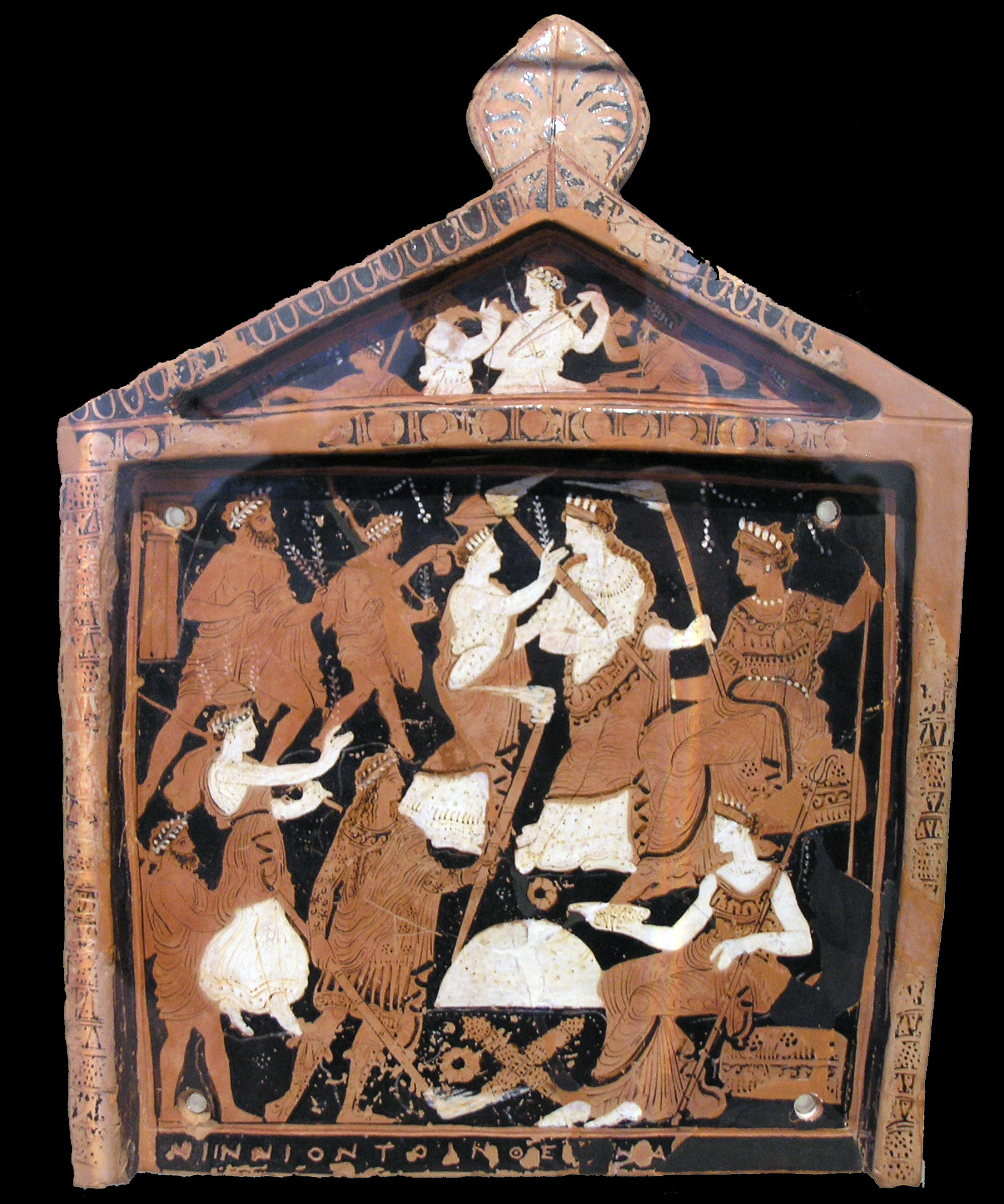
Placca votiva di Demetra in terracotta ritrovata al santuario di Eleusi (IV secolo a.C.)

L'Inno a Demetra fa parte della raccolta degli Inni omerici.
L'inno è di particolare importanza per il contenuto perché introduce e spiega il rituale dei Misteri eleusini, praticati proprio dalla dea nei pressi della città di Eleusi e offre l'allegoria delle quattro stagioni dell'anno. Si tratta di fatto della fonte letteraria più antica sul mito di Demetra e Persefone.

## Contenuto
Demetra è la divinità dell'agricoltura e della maturità. Nell'inno si assiste al rapimento della figlia Persefone da parte di Ade, il dio dei morti, e al distaccamento della dea inconsolabile dall'Olimpo. Demetra incomincia a vivere nella Terra come una mortale, sotto le sembianze di una vecchia. Trovatasi nei pressi di Eleusi, viene accolta alla reggia di Re Celeo dalle sue figlie, le quali la invitano ad accudire il piccolo Demofonte, ultimogenito del re.
Tuttavia il distacco dalla figlia perduta è ancora troppo forte per Demetra che decide di far diventare Demofonte immortale. Ogni notte in un santuario, la dea prova a immergere in un braciere ardente le membra mortali del piccolo, per renderlo simile a un Dio. Una sera, mentre Demetra era sempre intenta nell'operazione, la regina Metanira, sposa di Celeo, la scopre e, terrorizzata per le atrocità del rito, la fa cacciare da Eleusi.
La dea, riacquistate le sue sembianze originali e, adirata, maledice la città. Per placare la sua ira, Celeo ordina di costruire un tempio e un'ara in onore di Demetra dalle belle chiome. La dea, sempre disperata per la mancanza della figlia, rende la terra sterile. Zeus teme per la stirpe degli uomini, destinati a scomparire a causa dell'ira di Demetra ed interviene mandando come messaggero il divino Ermes da Ade. Ermes gli chiede di far tornare Persefone dalla madre e il dio degli Inferi accetta, ma prima di congedarla, le fa mangiare con l'inganno un chicco di melograno, vincolandola così per sempre a sé.
Zeus, per il bene di sua figlia e degli uomini, stabilisce che la ragazza sarebbe vissuta otto mesi dell'anno sulla terra con Demetra e gli altri quattro nella casa buia dell'Ade. Così accade che Demetra fa crescere ogni sorta di pianta sul mondo nel periodo in cui è con la figlia e i quattro mesi in cui è sola, lascia tutta la terra incolta e secca.